# Palou (Folgueroles)
Palou és una masia del municipi de Folgueroles (Osona) inclosa en l'Inventari del Patrimoni Arquitectònic de Catalunya.

## Descripció
És una masia adossada al vessant nord del turonet del Puig. És de planta quadrada, coberta a dues vessants i amb el carener paral·lel a la façana, orientada a ponent. El vessant est és més curt que l'oest. La part de migdia presenta petites finestretes, a ponent s'obre un portal rectangular amb carreus de pedra i llinda de fusta, al damunt hi ha un ampli finestral format per grossos carreus de gres color oliva i la llinda és de forma goticitzant. A l'angle Sud-oest s'adossa un cos construït amb totxos que serveix de cobert a la part baixa i de golfes al primer pis. A la part de tramuntana s'hi adossa un altre cos, així com a llevant. La casa i les seves dependències són envoltades per un mur que tanca la lliça. Els principals materials constructius són lleves de gres blavós i oliva fins al primer pis, la resta de tàpia llevat dels escaires i les obertures, de pedra ben picada.

## Història
Antiga masia que, malgrat l'estat d'abandonament en què es troba, està registrada als fogatges de la parròquia i terme de Santa Maria de Folgueroles de l'any 1553. Aleshores habitava el mas un tal BARTOMEU ROS. Al llarg del temps ha sofert diverses ampliacions i reformes, com es pot veure per les diverses tipologies constructives. Una de les reformes es devia produir al segle xviii, tal com indica una llinda de la cara nord datada de 1793.